# Pułk Północnoingermanlandzki
Pułk Północno-Ingermanlandzki (ros. Северо-Ингерманландский полк) – ochotnicza jednostka wojskowa Republiki Północnej Ingrii podczas wojny domowej w Rosji
Wiosną 1919 r. w rosyjskiej części Ingrii (Ingermanlandii) miały miejsce masowe represje wobec miejscowej ludności. Sytuację pogorszyła mobilizacja do wojsk bolszewickich. Wielu ludzi z rodzinami uciekło do Finlandii. Natomiast mieszkańcy 5 wiosek Autio, Pusanmiaki, Tikanmiaki, Uusikliuja i Wanhakliuja w poł. czerwca rozpoczęli powstanie antybolszewickie. Zorganizowano oddział samoobrony na czele z Jukka Tirranenem (b. podoficerem carskim) i jego bratem. 9 lipca we wsi Sosnowo (fiń. Rautu) na zebraniu ingermanlandzkich uchodźców został wybrany Tymczasowy Komitet Północnej Ingrii, który ogłosił niezawisłość Ingermanlandii. Fińskie władze w odpowiedzi przysłały powstańcom  500 karabinów ręcznych i 8 karabinów maszynowych. Na ich czele stanął b. podpułkownik armii carskiej z fińskim obywatelstwem Georg (Yrjö) Elfengren. Od marca 1918 r. dowodził on 1 Pułkiem Karelskim, walczącym z bolszewikami i fińskimi komunistami. 27 lipca 1919 r. przeszedł granicę, po czym zajął wsie Korkimiaki, Waksiełowo, Lembołowo, Wierchnie i Niżnije Nikuliassy. Nawiązał kontakt z powstańcami i objął ich dowództwo, przemianowując swój oddział na Pułk Północno-Ingermanlandzki. Tymczasem dowództwo bolszewickie zorganizowało kontruderzenie ze wsparciem 2 pociągów pancernych. 31 lipca siły powstańcze zostały przyparte do granicy. W sierpniu i wrześniu trwały ciężkie walki. 28 września Armia Północno-Zachodnia białych rozpoczęła jesienną ofensywę na Piotrogród, w wyniku czego oddziały bolszewickie zostały wycofane znad granicy fińskiej na linię frontu. 22 października z terytorium Finlandii zaatakowała wojska bolszewickie fińska 2 Dywizja Piechoty. Został jej podporządkowany 840-osobowy Pułk Północno-Ingermanlandzki. Uderzenie, skierowane na Toksowo - duchowe i kulturalne centrum północnej Ingermanlandii, doszło do stacji kolejowej Gruzino i jeziora Wołojarwi. Siły bolszewickie, w tym oddziały czerwonych Finów, przeprowadziły jednak kontratak, który odrzucił Ingermanlandczyków z powrotem pod granicę fińską. Tam front ustabilizował się. 2 lutego 1920 r. w Tartu został podpisany traktat pokojowy między Estończykami i bolszewikami, w wyniku którego w skład Estonii weszła część Ingermanlandii. Dowództwo estońskie rozformowało też, walczący po stronie białych, Pułk Zachodnioingermanlandzki. Podpułkownik G. Elfvengren postanowił w takiej sytuacji przeprowadzić nowe uderzenie przeciwko wojskom bolszewickim. Z Finlandii otrzymał 4 działa, z których sformował baterię artylerii. Na bazie swojego pułku zamierzał utworzyć siły zbrojne Republiki Północnej Ingermanlandii. W tym celu ustanowił odznaczenia wojskowe: Krzyż Białej Wstęgi trzech klas i Znak Uczestnika Wyzwolenia Ingrii. Powstańcy otrzymali jednolite umundurowanie. Rozpoczęto też wydawanie gazety. Wypuszczono nawet 2 serie znaczków pocztowych. Powołano sądy złożone z miejscowej ludności i żołnierzy. Fińskie władze zmusiły jednak ppłk. S. Elfvengrena do rezygnacji, w wyniku czego wyjechał do Finlandii. Na jego miejsce przyszedł oficer fińskiej armii. Północno-Ingermanlandzki Pułk został zmniejszony do wielkości batalionu i podporządkowany fińskim władzom wojskowym. Do końca 1920 r. pełnił rolę oddziału straży pogranicznej służącego na terytorium formalnie rosyjskim. Na pocz. grudnia przeszedł do Finlandii, po czym został rozformowany.